# Volta a Portugal de 1965
A 28ª edição da Volta a Portugal em Bicicleta ("Volta 65") decorreu entre os dias 30 de Julho a  15 de Agosto de 1965. Composta por 18 etapas, num total de 2.627 km.

## Equipas
Participaram 106 corredores de 13 equipas:
- Académico
- Águias de Alpiarça
- Benfica
- Cedemi
- FC Porto
- Flândria
- Gin. Tavira
- Inuri-Margnat-Paloma
- Louletano
- Olsa
- Ovarense
- Sangalhos
- Sporting

## Etapas
| Nº        | Dia          | Etapa                                | km  | Vencedor da etapa                         | Camisola amarela           |
| --------- | ------------ | ------------------------------------ | --- | ----------------------------------------- | -------------------------- |
| 1ª etapa  | 30 de Julho  | Lisboa - Leiria                      | 151 | Francisco Suñe (Sangalhos)                | Francisco Suñe (Sangalhos) |
| 2ª etapa  | 31 de Julho  | Leiria - Porto                       | 190 | Azevedo Maia (FC Porto)                   | Francisco Suñe (Sangalhos) |
| 3ª etapa  | 1 de Agosto  | Circuito do Porto                    | 163 | Sérgio Páscoa (Gin. Tavira)               | Carlos Carvalho (Cedemi)1  |
| 4ª etapa  | 2 de Agosto  | Porto - Vigo                         | 154 | Leon Gevaert (Flândria)                   | Carlos Carvalho (Cedemi)1  |
| 5ª etapa  | 3 de Agosto  | Vigo - La Toja (C/R individual)      | 63  | Peixoto Alves (Benfica)                   | Peixoto Alves (Benfica)    |
| 6ª etapa  | 3 de Agosto  | La Toja - Santiago de Compostela     | 72  | Amallo Hortelano (Inuri-Margnat-Paloma)   | Peixoto Alves (Benfica)    |
| 7ª etapa  | 4 de Agosto  | Santiago de Compostela - Chaves      | 205 | Antoine Houbrechts (Flândria)             | Peixoto Alves (Benfica)    |
| 8ª etapa  | 5 de Agosto  | Chaves - Bragança                    | 165 | Joaquim Andrade (Ovarense)                | Peixoto Alves (Benfica)    |
| 9ª etapa  | 6 de Agosto  | Bragança - Guarda                    | 205 | Herman Vranken (Flândria)                 | Peixoto Alves (Benfica)    |
| 10ª etapa | 7 de Agosto  | Guarda - Castelo Branco              | 108 | Leon Gevaert (Flândria)                   | Peixoto Alves (Benfica)    |
| 11ª etapa | 8 de Agosto  | Castelo Branco - Elvas               | 155 | Herman Vranken (Flândria)                 | Peixoto Alves (Benfica)    |
| 12ª etapa | 9 de Agosto  | Elvas - Beja                         | 167 | Ramón Sáez Marzo (Inuri-Margnat-Paloma)   | Peixoto Alves (Benfica)    |
| 13ª etapa | 10 de Agosto | Beja - Faro                          | 175 | Vítor Tenazinha (Louletano)               | Peixoto Alves (Benfica)    |
| 14ª etapa | 11 de Agosto | Faro - Portimão                      | 109 | Ramón Sáez Marzo (Inuri-Margnat-Paloma)   | Peixoto Alves (Benfica)    |
| 15ª etapa | 12 de Agosto | Portimão - Grândola                  | 173 | Herman Vranken (Flândria)                 | Peixoto Alves (Benfica)    |
| 16ª etapa | 13 de Agosto | Grândola - Setúbal (C/R individual)  | 77  | Martín Colmenarejo (Inuri-Margnat-Paloma) | Peixoto Alves (Benfica)    |
| 17ª etapa | 14 de Agosto | Setúbal - Santarém                   | 141 | Albert Van Vlierberghe (Flândria)         | Peixoto Alves (Benfica)    |
| 18ª etapa | 15 de Agosto | Santarém - Lisboa (Estádio Nacional) | 154 | Fernando Cerveira (Sangalhos)             | Peixoto Alves (Benfica)    |

1 ex aequo com Manuel Correia (Sporting) e Augusto Fortes (Benfica).

## Classificações Finais

### Geral individual
| Lugar | Nome                   | Nacionalidade | Equipa      | Tempo       |
| ----- | ---------------------- | ------------- | ----------- | ----------- |
| 01º   | Peixoto Alves          | Portugal      | Benfica     | 73h 31' 42" |
| 02º   | João Roque             | Portugal      | Sporting    | + 1' 27"    |
| 03º   | Mário Silva            | Portugal      | FC Porto    | + 2' 52"    |
| 04º   | Antoine Houbrechts     | Bélgica       | Flândria    | + 2' 56"    |
| 05º   | Luis Pedro Santamarina | Espanha       | Olsa        | + 4' 51"    |
| 06º   | Joaquim Leão           | Portugal      | FC Porto    | + 7' 17"    |
| 07º   | Leonel Miranda         | Portugal      | Sporting    | + 7' 30"    |
| 08º   | Jorge Corvo            | Portugal      | Gin. Tavira | + 7' 51"    |
| 09º   | Francisco Muñoz        | Espanha       | Olsa        | + 9' 05"    |
| 10º   | Carlos Carvalho        | Portugal      | Cedemi      | + 9' 09"    |

### Equipas
| Lugar | Equipa      | Tempo        |
| ----- | ----------- | ------------ |
| 1º    | Flândria    | 220h 47' 59" |
| 2º    | Sporting CP | + 1' 59"     |
| 3º    | FC Porto    | + 8' 04"     |

### Pontos
| Lugar | Ciclista               | Equipa   | Pontos |
| 1º    | Romain Van Wijnsberghe | Flândria | 72     |
| 2º    | Antoine Houbrechts     | Flândria | 70     |
| 3º    | Herman Vranken         | Flândria | 70     |

### Montanha
| Lugar | Ciclista       | Equipa      | Pontos |
| 1º    | Leonel Miranda | Sporting    | 50     |
| 2º    | Sérgio Páscoa  | Gin. Tavira | 45     |
| 3º    | Herman Vranken | Flândria    | 44     |

### Metas Volantes
| Lugar | Ciclista          | Equipa               | Pontos |
| 1º    | Francisco Valada  | Benfica              | 26     |
| 2º    | Laurentino Mendes | Ovarense             | 21     |
| 3º    | Ramón Sáez Marzo  | Inuri-Margnat-Paloma | 14     |

## Ciclistas
Partiram: 106; Desistiram: 55; Terminaram: 51.
Media: 35,922 Km/h.